# OOCL
OOCL - Orient Overseas Container Line je kontejnerski ladjar iz Hongkonga, Kitajska. Podjetje ima več kot 280 pisarn v 55 državah. V floti ima več kot 270 ladij (vključno z Grand Alliance).
Leta 1998 so OOCL in partnerska ladjarja Hapag-Lloyd in NYK ustanovili kontejnersko zavezništvo "Grand Alliance".